# Hwarang
Hwarang també coneguts com Els Guerrers de Flor, en referència a Guerrers de Casta Superior, o Guerrers d'Elit, era un grup d'homes joves d'elit de Silla, un antic regne de Corea que va durar fins al segle x. Hi havia institucions educatives, així com clubs socials on els membres es reunien per a tots els aspectes de l'estudi, les arts i la cultura, així com els ensenyaments religiosos que provenien principalment del budisme coreà.
Fonts xineses es refereixen només a la bellesa física dels «Joves de Flor». Originalment, els Hwarang eren coneguts pel seu ús de maquillatge, decoracions cosmètiques i accessoris. La història dels Hwarang no va ser molt coneguda fins després de l'alliberament de 1945, després de la qual cosa els Hwarang van adquirir una importància simbòlica.
Els Hwarang també eren anomenats Hyang (fragants o encens). La paraula Hwarang i els seus derivats col·loquials tenen molts d'usos avui en dia, des de playboy a xaman o marit d'una dona xaman. La paraula es va mantenir en ús comú fins al segle xii però amb connotacions més despectives.

### Wonhwa

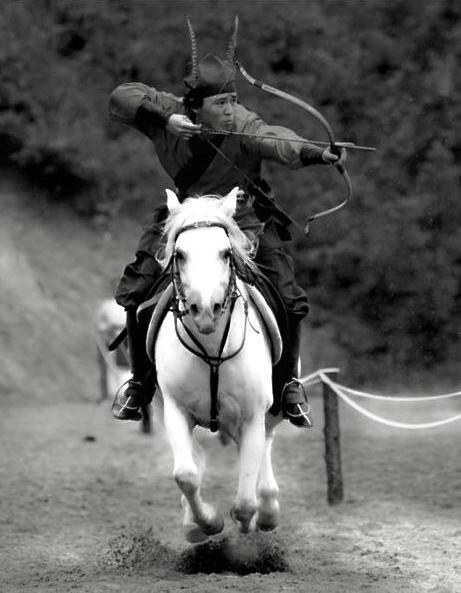
Representació moderna d'un guerrer Hwarang

### Establiment

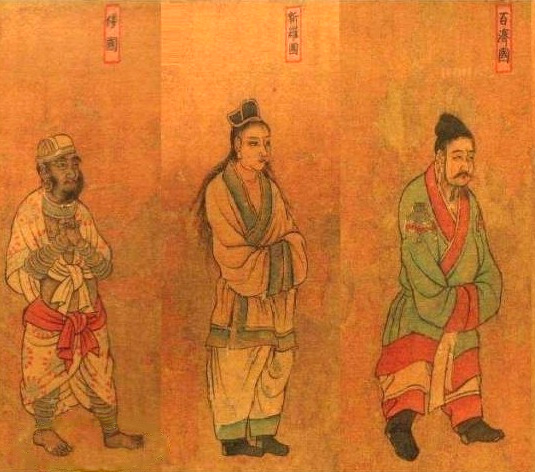
Damyeom-ripbón-wang-heedo (唐 閻立本 王 會 圖). Segle VI, Xina. Enviats visitant a l'Emperador Tang. D'esquerra a dreta: Wa (Japó), Silla, ambaixadors de Baekje.